# Тареш
Тареш (перс. طارش) — село в Ірані, у дегестані Коджід, у бахші Ранкух, шагрестані Амлаш остану Ґілян. За даними перепису 2006 року, його населення становило 44 особи, що проживали у складі 14 сімей.

## Клімат
Середня річна температура становить 11,78°C, середня максимальна – 26,78°C, а середня мінімальна – -3,28°C. Середня річна кількість опадів – 506 мм.
| Клімат поселення                              | Клімат поселення | Клімат поселення | Клімат поселення | Клімат поселення | Клімат поселення | Клімат поселення | Клімат поселення | Клімат поселення | Клімат поселення | Клімат поселення | Клімат поселення | Клімат поселення | Клімат поселення |
| Показник                                      | Січ.             | Лют.             | Бер.             | Квіт.            | Трав.            | Черв.            | Лип.             | Серп.            | Вер.             | Жовт.            | Лист.            | Груд.            |                  |
| Середній максимум, °C                         | 7,43             | 7,47             | 9,85             | 15,32            | 19,94            | 24,52            | 26,78            | 26,56            | 22,64            | 19,28            | 13,22            | 8,70             |                  |
| Середня температура, °C                       | 2,08             | 2,12             | 4,50             | 9,96             | 14,57            | 19,16            | 22,07            | 21,86            | 17,94            | 14,59            | 8,51             | 4,01             |                  |
| Середній мінімум, °C                          | −3,28            | −3,24            | −0,87            | 4,61             | 9,20             | 13,80            | 17,36            | 17,14            | 13,25            | 9,88             | 3,80             | −0,7             |                  |
| Норма опадів, мм                              | 46               | 46               | 68               | 49               | 39               | 16               | 15               | 16               | 28               | 60               | 61               | 62               |                  |
| Середньомісячна швидкість вітру, м/с          | 2.03             | 2.50             | 2.60             | 2.78             | 2.33             | 2.25             | 2.26             | 2.12             | 1.96             | 1.88             | 2.16             | 1.96             |                  |
| Середньомісячна сонячна радіація, кДж/м²·день | 7534             | 9922             | 12241            | 16361            | 20180            | 22608            | 22725            | 19889            | 16644            | 12022            | 9232             | 7213             |                  |
| --------------------------------------------- | ---------------- | ---------------- | ---------------- | ---------------- | ---------------- | ---------------- | ---------------- | ---------------- | ---------------- | ---------------- | ---------------- | ---------------- | ---------------- |
| Джерело:                                      |                  |                  |                  |                  |                  |                  |                  |                  |                  |                  |                  |                  |                  |